# 中禅寺温泉駅

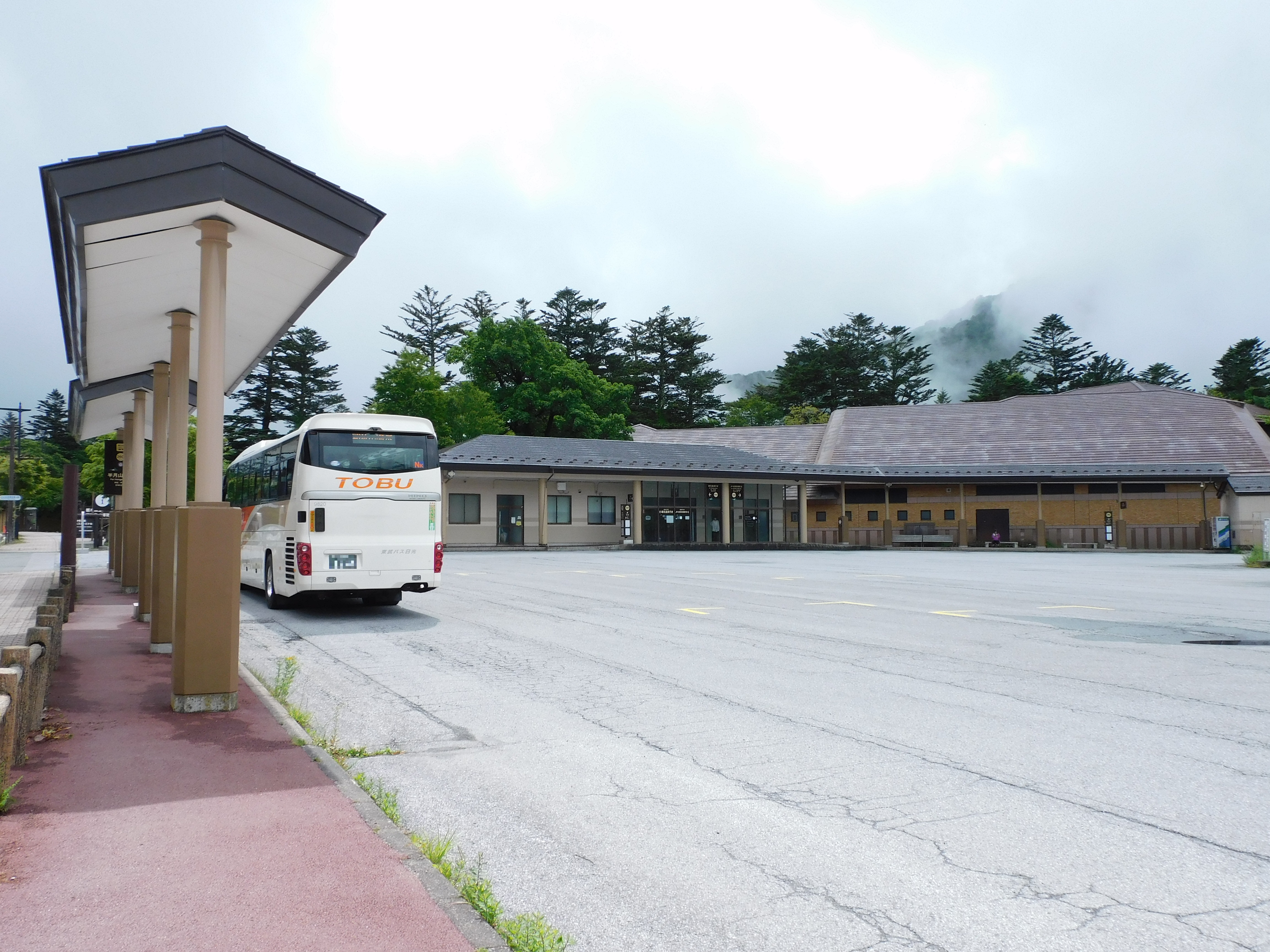
中禅寺温泉バスターミナル

中禅寺温泉駅（ちゅうぜんじおんせんえき）は、栃木県日光市中宮祠にある東武バス日光のバスターミナル（自動車駅）である。待合室、トイレ、案内所が設置されている。
季節運行で関越交通が乗り入れる。かつては東武興業経営の索道中禅寺温泉ロープウェイの駅でもあった。

## バスターミナル

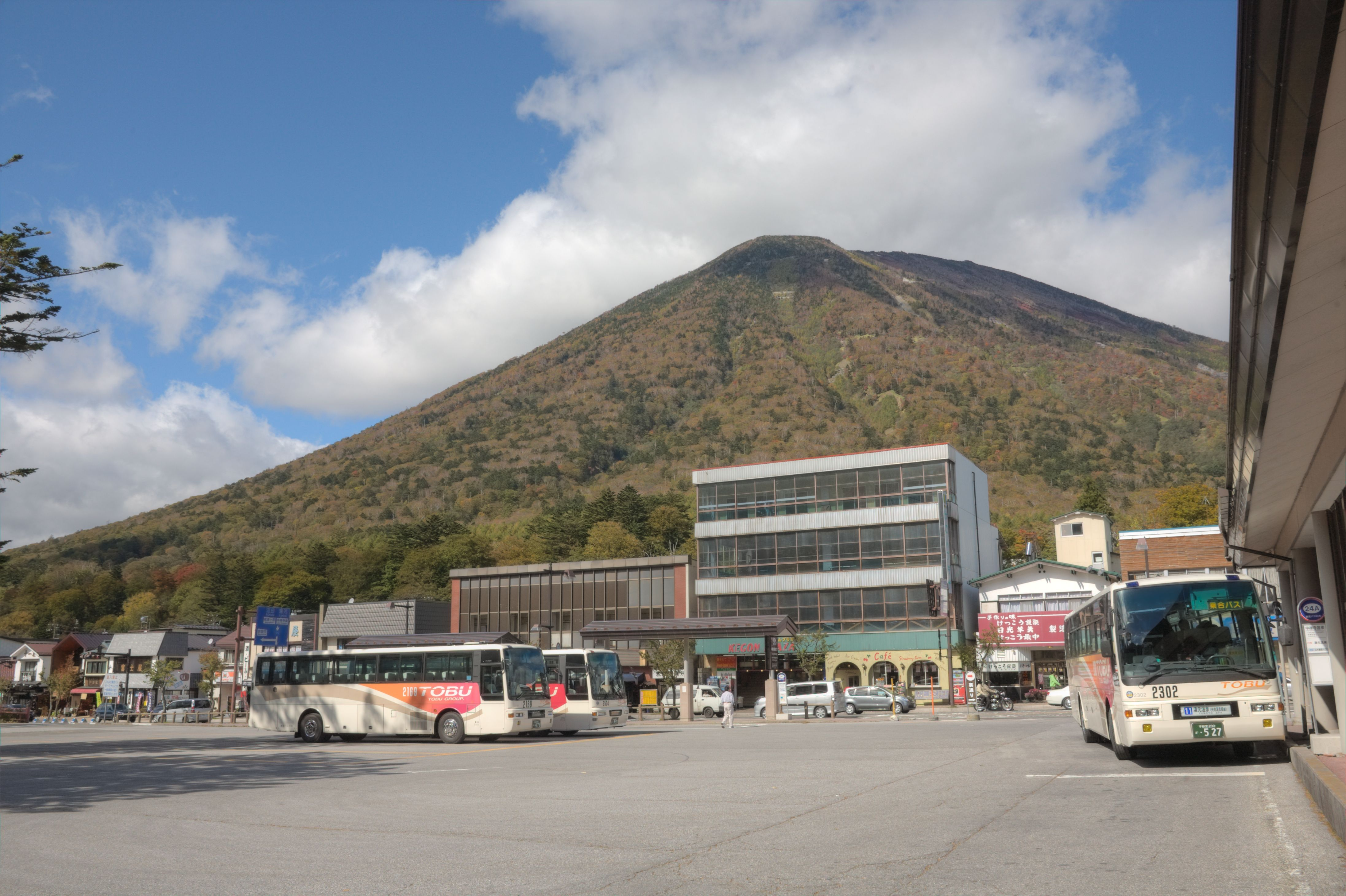
バスターミナルから望む男体山

中禅寺温泉街に位置し、奥日光観光の拠点。日光市街方面からいろは坂を登りきった所に位置する。
現在の施設は、1991年（平成3年）竣工の栃木県立日光自然博物館整備時に同時に整備された。事業着手となる1989年以前は、現在の日光自然博物館と広場の位置にバス乗り場や駅舎があり、現在のバス待機場は公共駐車場であった。
- 東武バス日光
  - JR日光駅 - 東武日光駅 - 神橋 - 西参道 - 馬返 - 中禅寺温泉駅 - 光徳入口 - 湯元温泉
  - 中禅寺温泉駅 - 立木観音（中禅寺） - 半月山 ※季節運行
- 関越交通
  - 東武日光駅 - 中禅寺温泉駅 - 湯元温泉 - 菅沼 ‐  丸沼高原ロープウェー - 白根温泉 - 鎌田営業所 ※季節運行：5月～10月。2016年5月運行開始、2017年5月東武日光駅まで延長

## 中禅寺温泉ロープウェイ

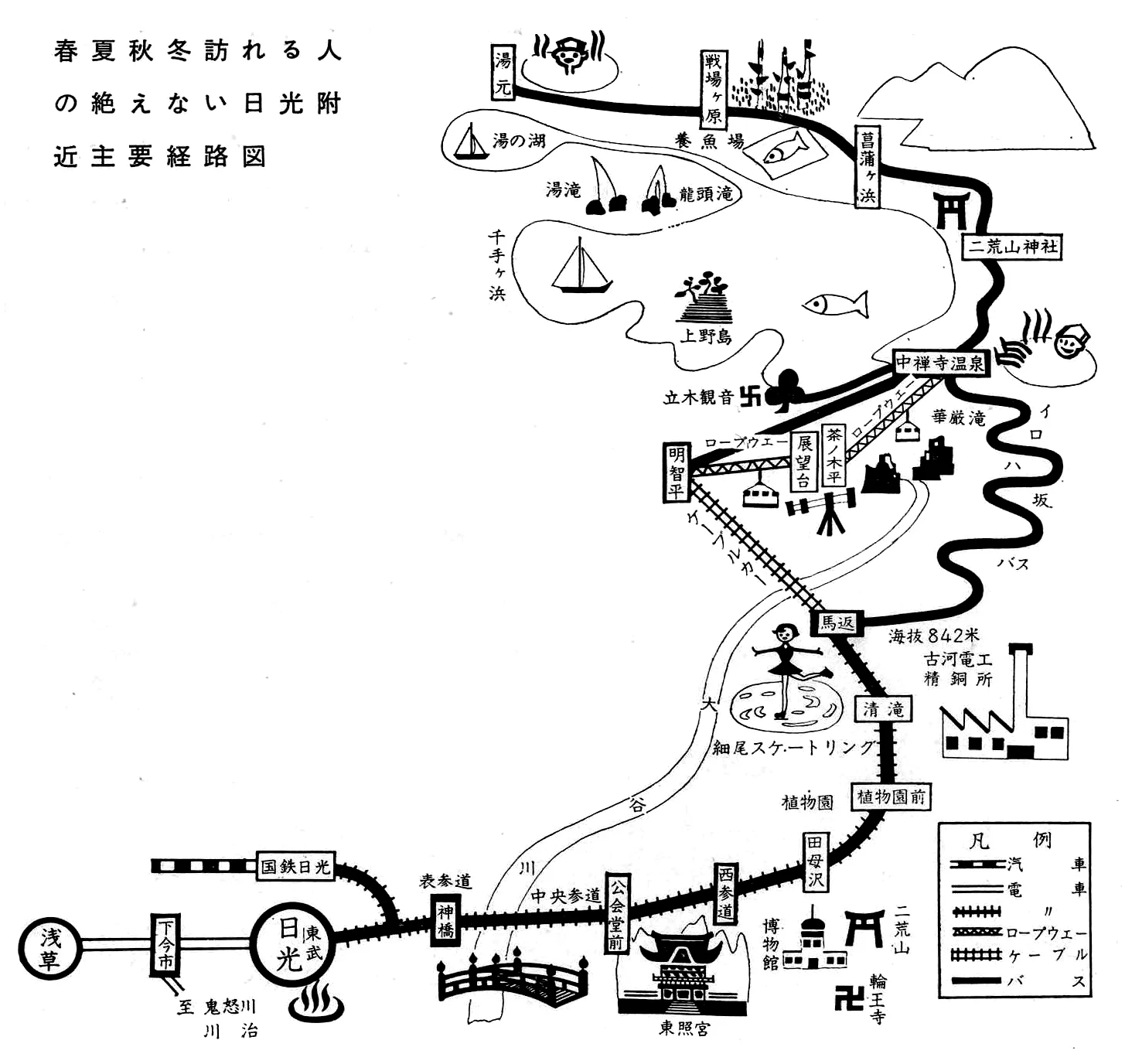
1964年の日光付近経路図

バスターミナルや華厳の滝県営駐車場に隣接した位置にあった中禅寺温泉駅から、海抜約1600mに位置する茶ノ木平駅までを結ぶ3線交走式の索道路線で、東武興業により1960年1月20日に開業。高低差約315メートル、路線延長約1キロメートルを6分ほどで結んでいた。
冬季をのぞく3月上旬から11月下旬頃まで運行されており、紅葉のシーズンなどは男体山をバックに中禅寺湖の絶景が見られたが、施設の老朽化により2003年3月31日限りで運行終了した。廃止後に建物等は撤去された。
ロープウェイの運行終了後も、茶ノ木平展望台までのハイキングコースは残されている。

## 周辺名所
- 中禅寺湖
- 華厳滝